# Pietro Tacchi Venturi
Pietro Tacchi Venturi, född 18 mars 1861 i San Severino Marche, död 19 mars 1956 i Rom, var en italiensk jesuitpräst och historiker. Han var inofficiell förbindelseman mellan påven och diktatorn Benito Mussolini. Tacchi Venturi var en av personerna bakom Lateranfördraget 1929.